# Abdi Mati
Abdi Mati (ur. 23 grudnia 1918 we wsi Fullqet, zm. 4 września 1992) – albański wojskowy pochodzenia tureckiego, kontradmirał Marynarki Wojennej Albanii.

## Życiorys
W 1936 roku wyjechał do Rzymu, gdzie po trzech latach ukończył liceum wojskowe. Następnie studiował w akademii morskiej w Livorno, którą ukończył w 1941 roku w stopniu porucznika (tenente). Został kapitanem krążownika Luigi Cadorna, jednocześnie był jedynym Albańczykiem w załodze tegoż okrętu. Potępił inwazję na Albanię z 1939 roku. W lutym 1943 roku porzucił służbę na krążowniku, a w następnym miesiącu potajemnie opuścił Włochy i przedostał się na teren Albanii; dołączył do działającego w ramach Armii Narodowo-Wyzwoleńczej oddziału Myslyma Pezy, we wrześniu tegoż roku był dowódcą jednego z batalionów. Był później dowódcą 3., następnie 24. Brygady Szturmowej.
W lutym 1945 roku został mianowany szefem sekcji Marynarki Wojennej w Sztabie Generalnym Albańskich Sił Zbrojnych. Początkowo pozostawał sceptyczny wobec utworzenia sił morskich przy praktycznym braku floty; zdołał jednak zmobilizować pracowników odpowiedzialnych za wydobycie z dna morza motorówek oraz małych transportowców, które potem odnawiano w celu ich przygotowania do służby w marynarce. W latach 1958–1960 specjalizował się na Akademii Marynarki Wojennej im. Marszałka Związku Radzieckiego A.A. Greczki w Leningradzie.
Dosłużył się stopnia kontradmirała (Kundëradmiral). Poza karierą wojskową był także deputowanym do Zgromadzenia Ludowego.

## Upamiętnienie
Jego imieniem nazwano ulice w miejscowościach Burrel oraz Klos.

## Życie prywatne
Jego dziadek Abdi był generałem osmańskiej armii i paszą Prizrenu oraz Prisztiny. Poślubił on Turczynkę, z tego związku urodził się syn Adil bej Mati – absolwent uczelni wojskowej w Konstantynopolu, który po odzyskaniu niepodległości przez Albanię dołączył do albańskiej armii.
Adil bej Mati także poślubił turecką kobietę, z którą miał czterech synów: Galipa, Abdiego, Ganiego oraz Petrita; pierwszy z nich urodził się na terenie Turcji, reszta natomiast w Albanii. Zmarł w Tiranie w 1992 roku.